# Matthew Pegg
Matthew Pegg (27 maart 1971) is basgitarist van de band Procol Harum sinds 1993. Ook heeft hij als gastmuzikant op bijvoorbeeld het album Catfish Rising van Jethro Tull gespeeld, en zelfs een tijdje mee getoerd als invaller voor zijn vader David Pegg. Maar daarnaast doet hij onder meer werk voor onder anderen Ian Brown, Stefan Harris en Chris Difford.
- International Standard Name Identifier: 0000 0001 3118 6651
- Library of Congress Control Number: nb2018001706
- MusicBrainz: ec06012c-32fb-4d59-b56b-aa9ac8b142c9
- Nationale Bibliotheek van Tsjechië: xx0141922
- Virtual International Authority File: 182611334